# Kensington (Minnesota)
Kensington é uma cidade localizada no estado americano de Minnesota, no condado de Douglas.

## Demografia
Segundo o censo americano de 2000, a sua população era de 286 habitantes.
Em 2006, foi estimada uma população de 268, um decréscimo de 18 (-6.3%).

## Geografia
De acordo com o United States Census Bureau tem uma área de
0,7 km², dos quais 0,7 km² cobertos por terra e 0,0 km² cobertos por água.

## Localidades na vizinhança
O diagrama seguinte representa as localidades num raio de 24 km ao redor de Kensington.